# Obernfeld (Radevormwald)
Obernfeld ist eine Ortschaft in Radevormwald im Oberbergischen Kreis im nordrhein-westfälischen Regierungsbezirk Köln in Deutschland.

## Lage und Beschreibung
Der Ort liegt westlich von Radevormwald an der Wuppertalsperre. Nachbarorte sind Niedernfeld, Oberkarthausen und Karthausen. 200 Meter südwestlich entspringt die in die Wuppertalsperre mündende Schwarzenberger Quelle. Im Norden des Ortes fließt der bei Krebsöge in die Wupper mündende Karthauser Bach vorbei.
Politisch wird die Hofschaft durch den Direktkandidaten des Wahlbezirks 130 im Rat der Stadt Radevormwald vertreten.

## Geschichte
1715 wird der Hof auf der Topographia Ducatus Montani mit „a. o. Feldt“ aufgeführt. In der Karte Topographische Aufnahme der Rheinlande von 1825 wird der Ort mit der heute gebräuchlichen Bezeichnung „Obernfeld“ benannt.

## Wanderwege
Folgende Wanderwege führen am Ort vorbei:
- Der Ortsrundwanderweg A1
- Die SGV-Hauptwanderstrecke X7 (Residenzenweg) von Arnsberg nach Düsseldorf-Gerresheim

## Busverbindungen
Über die an der Bundesstraße 229 liegende Bushaltestelle Niedernfeld besteht Anbindung an das öffentliche Verkehrsnetz. Die Haltestelle wird von den Linien 671 und NE19 bedient.